# Sockersångare
Sockersångare (Chrysomma altirostre) är en asiatisk fågel som numera placeras i familjen papegojnäbbar inom ordningen tättingar. Den förekommer i gräsmarker i södra Pakistan, vid foten av östra Himalaya i Bhutan, nordöstra Indien och nordöstra Burma, samt lokalt även i södra Myanmar. Arten är fåtalig och tros dessutom minska kraftigt i antal. IUCN betraktar den som utrotningshotad och placerar den i hotkategorin sårbar (VU).

## Kännetecken

### Utseende
Sockersångaren är en 16-17 cm lång fågel med tjock näbb och lång stjärt. Fjäderdräkten har relativt få särdrag. Den är grå på tygel, strupe och bröst. På huvudet syns brunt till gultbrunt öga med gröngul ögonring. Undre näbbhalvan är ljus. Underarten griseigularis (se nedan) är mörkare och mer rostbrun ovan, har svartare tygel och gråare strupe och övre bröst samt varmare beige nedre bröst och undergump. Ungfågeln har varmare färger och skär undre näbbhalva. 

### Läten
Sången beskrivs i engelsk litteratur som rätt svaga "chi-chi-chi-chew-chew-chew", ibland inlett av ojämna och snabba "itch", "itit" eller "tchew". Bland lätena hörs korta "tic".

## Utbredning och systematik
Sockersångaren delas in i tre underarter med följande utbredning:
- Chrysomma altirostre scindicum – förekommer på gräsmarker i södra Pakistan (Mangrani region)
- Chrysomma altirostre griseigulare – förekommer vid foten av Himalaya (från Bhutan till södra Assam och nordöstra Myanmar)
- Chrysomma altirostre altirostre – förekommer på gräsmarker i södra centrala Myanmar; idag endast känd från regionen Bago

Taxonet altirostre bedömdes länge som utdöd då ingen observation gjorts efter 1941. 2014 genomfördes en expedition då underarten återupptäcktes i staden Myitkyo, i regionen Bago i närheten av floden Sittaung.

### Familjetillhörighet
Tidigare behandlades arten som en medlem av familjen timalior. därav det tidigare namnet öronfläckstimalia. DNA-studier visar dock att den tillhör en grupp små tättingar bestående av papegojnäbbar (Conostoma samt det numera uppdelade släktet Paradoxornis), den amerikanska arten messmyg, de tidigare cistikolorna i Rhopophilus samt en handfull släkten som tidigare också ansågs vara timalior (Fulvetta, Lioparus, Myzornis och Moupinia). Denna grupp är i sin tur närmast släkt med sylvior i Sylviidae och har tidigare inkluderats i den familjen. Enligt sentida studier skilde sig dock de båda grupperna sig åt för hela cirka 19 miljoner år sedan, varför tongivande International Ornithological Congress (IOC) numera urskilt dem till en egen familj, Paradoxornithidae. Denna linje följs här.

## Levnadssätt
Sockersångare bebor flodnära, högvuxen gräsmark och vassbälten. Den föredrar täta, ostörda och sammanhängande stånd och undviker torrare och mer kortvuxen gräsmark med spridda buskar. Fågeln har ett diskret leverne och påträffas vanligen i par eller smågrupper.

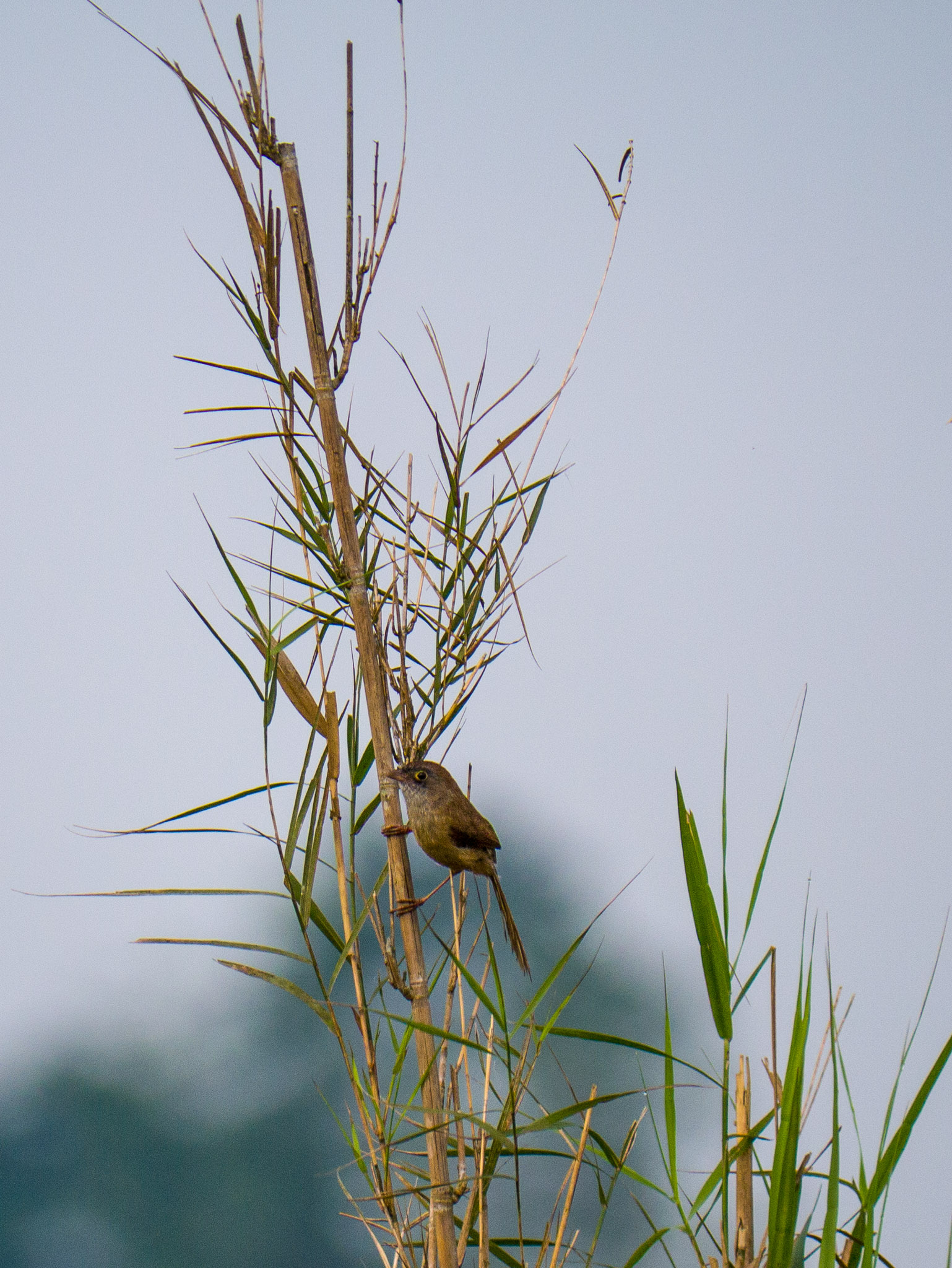
Jerdonsångare fotograferad i Assam.

## Status
Sockersångare har ett litet utbredningsområde och en världspopulation bestående av högst 10.000 vuxna individer. Den tros också minska kraftigt till följd av att dess levnadsmiljö utdikas, omvandlas till jordbruksmark och betas av boskap. Internationella naturvårdsunionen IUCN kategoriserar därför arten som sårbar.

## Namn

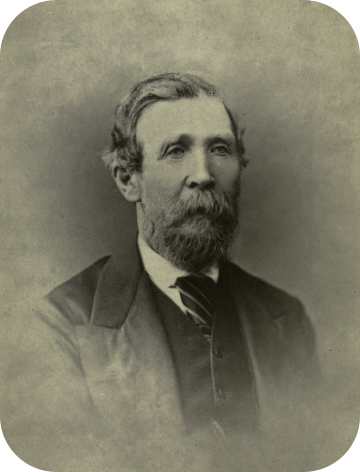
Fågelns tidigare svenska namn hedrar Thomas Jordan, som beskrev ett stort antal fågelarter i Indien.

Tidigare kallades arten jerdonsångare, hedrande den brittiske fältornitologen Thomas Claverhill Jerdon (1811-1872) som var den som först beskrev arten 1862. Den har på svenska även kallats öronfläckstimalia.